# Benedetta Glionna
Benedetta Glionna (* 26. Juli 1999 in Neapel) ist eine italienische Fußballspielerin.

## Karriere

### Verein
Glionna begann ihre Karriere in der Jugend bei ASD Fiammamonza, für welche sie ab der Saison 2013/14 bereits in der ersten Mannschaft eingesetzt wurde, nachdem diese zuvor in die Serie C zwangsabsteigen musste. Nachdem sie mit ihrem Team zum Abschluss der Saison 2016/17 den Aufstieg zurück in die Serie B geschafft hatte, wechselte sie in die Jugend von Juventus Turin. Dort kam sie zudem direkt in der ersten Mannschaft zum Einsatz und sammelte an den ersten Spieltagen der Serie A Saison 2017/18 einige Einsätze. Am Ende gewann sie mit dem Team den ersten Meistertitel in deren Geschichte. Von der Sportzeitung Tuttosport wurde ihr im Dezember 2018 die „Golden Girl“-Trophäe als beste junge italienische Spielerin verliehen. Ihre zweite Saison für Juventus wurde von vielen Verletzungen überschattet. So konnte sie nur noch wenig mitwirken und musste hinter neuen Spielerinnen zurückstecken. Zur Saison 2019/20 kam es schließlich zu einer Leihe zu Hellas Verona. Trotz ihrer fünf Tore in 16 Einsätzen für Verona ging sie nicht zurück zu Juventus, sondern wurde ein weiteres Mal verliehen. Diesmal ging es nach Empoli. Hier schoss sie in 18 Einsätzen zehn Tore.
Zur Saison 2021/22 verließ sie Juventus endgültig und schloss sich der AS Roma an.

### Nationalmannschaft
Mit der italienischen U17 nahm sie an der Qualifikation und später an der Endrunde der Europameisterschaft 2016 teil, schied hier mit ihrem Team jedoch bereits in der Gruppenphase aus. Kurz danach kam sie zu ihren ersten Einsätzen für die U19 und nahm für diese ebenfalls an einigen Qualifikationsspielen teil, welche am Ende in der Teilnahme an der Europameisterschaft 2018 mündeten. Am 9. April 2019 kam sie einmal für die U23 zum Einsatz.
In der italienischen A-Nationalmannschaft gab sie ihr Debüt am 20. Januar 2018, als sie in einem 1:1 endenden Freundschaftsspiel gegen Frankreich in der Startelf stand und zur zweiten Halbzeit für Valentina Bergamaschi ausgewechselt wurde. Danach folgten die Teilnahme am Zypern-Cup 2018 und weitere Freundschafts- als auch Qualifikationsspiele, auch beim Algarve-Cup 2022 war sie dabei. Für die Europameisterschaft 2022 schaffte sie es jedoch nicht in den Kader. Anschließend folgten noch einige weitere Einsätze bei Freundschaftsspielen und schlussendlich ihre Nominierung für den Kader bei der Weltmeisterschaft 2023. Dort gab sie im letzten Gruppenspiel bei einer 3:2-Niederlage gegen Südafrika ihr Turnier-Debüt, als sie in der 90. + 10. Minute für Benedetta Orsi eingewechselt wurde.

## Erfolge
- Team des Jahres der Serie A: 2021